# Minotaver
Minotaver je v grški mitologiji pošast s človeškim telesom in bikovo glavo.

## Izvor
Kralj Minos je nekoč pripravljal žrtvovanje bika bogu Pozejdonu. Pred tem je molil, da bi mu Pozejdon poslal bika, ki bi mu ga žrtvoval. Iz morja je res prišel čudovit bel bik, ki je bil Minosu tako všeč, da se je odločil, da ga obdrži in žrtvuje drugega bika iz svoje črede. To je razjezilo Pozejdona, ki se je Minosu maščeval tako, da je povzročil, da se je njegova žena zaljubila v bika in z njim spočela otroka, ki je bil pol človek in pol bik.

## Izgradnja Labirinta
Minos se je na pomoč, kako prikriti sramoto, obrnil na preročišče v Delfih, ki mu je svetovalo, naj zgradi velik blodnjak, v katerega naj zapre pošast. Ogromen blodnjak, ki ga je poimenoval labirint, mu je zgradil Dedal, vanj pa so zaprli mesojedega Minotavra. V Labirint so nato pošiljali mladeniče in mladenke, s katerimi se je prehranjeval Minotaver.

## Minotavrova smrt
Ubil ga je Tezej s pomočjo Ariadne, Minosove hčerke, ki se je vanj zaljubila. Na začetek blodnjaka je navezal vrvico, ki mu je kazala pot iz središča, kjer je ubil spečega Minotavra z mečem, ki mu ga je priskrbela Ariadna.
Tezej se je dal privesti pred kralja in ga zaprosil, naj ga kot enega izmed žrtvovanih pošlje na Kreto, češ da bo ubil Minotavra. Kralj je, ne vedoč, kdo je postavni tujec, izpolnil njegovo željo. Ko pa mu je Tezej pokazal čevlje in meč, je solzen spoznal, da pošilja v smrt lastnega sina. Toda besede ni mogel prelomiti. Kralj je skupaj z ljudstvom odpravo pospremil v pristanišče. Medtem ko je ljudstvo slavilo Tezeja, je Egej naročal sinu: »Odpluli boste kot vedno s črnim jadrom. Če pa boš v boju z Minotavrom uspel, razvijte, ko se boste vračali, belo jadro. Tako bom vedel, ali se smem veseliti zmage.« Na Kreti je atensko ladjo že pričakoval kralj Minos. Takoj je opazil Tezeja, ki se je že navzeven razlikoval od ostalih. Tezej je Minosa nagovoril in mu rekel, da ni prišel na Kreto Minotavru za kosilo, ampak da se namerava za vse večne čase znebiti nevarne pošasti. Minos se mu je posmehnil, vendar je vseeno obljubil, da bo v tem primeru osvobodil Atence in jih oprostil davka. V kraljevem spremstvu pa je bila tudi Minosova hči Ariadna. Všeč ji je bil postavni junak, a vedela je, da mu mora pomagati. Ponoči se je splazila v ječo, kjer so bili zaprti Atenci. Tezeju je prinesla čarobni meč za boj z Minotavrom ter klobčič niti, s pomočjo katerega se mu bo uspelo rešiti iz labirinta. Naročila mu je, naj priveže konec niti pri vhodu v blodnjak, nato pa med hojo odvija klobčič. Tako se bo lahko ob niti tudi vrnil. Naslednji dan so Atenci vstopili v blodnjak. Tezej se je odpravil iskat pošast, ostali pa so ostali pri vhodu. Tezej je vestno izpolnjeval Ariadnina navodila ter se prebijal med netopirji in pajki, plesnivimi in zaudarjajočimi zidovi, krvavimi sledovi in kupi človeških kosti. Zaslišal je rjovenje in nato zagledal Minotavra. Bikovska glava je sedela na orjaškem človeškem telesu, iz nozdrvi so švigali plameni in strupena sapa je prihajala iz gobca. Tezej se je spopadel s pošastjo. Urno se je izmikal ogromnim tacam, ki so segale po njem in uspelo mu je zadeti Minotavra v srce. Ariadnina nit je Tezeja varno vodila proti izhodu. Preden je odšel, je moral Ariadni obljubiti, da se bo poročil z njo, a ker se ni maral poročiti s hčerjo svojega sovražnika, ji je na samotnem otoku v vino pomešal uspavalo in jo pustil tam. Zaradi vznemirjenosti pa je pozabil črno jadro zamenjati z belim in kralj je že od daleč opazil črno jadro, misleč da je njegov sin mrtev, se je pognal v globine morja in tam končal svoje življenje, ko pa je za to izvedel Tezej je žaloval svojo površnost. Očetu je obljubil, da bo modro vladal.